# Tsuyama

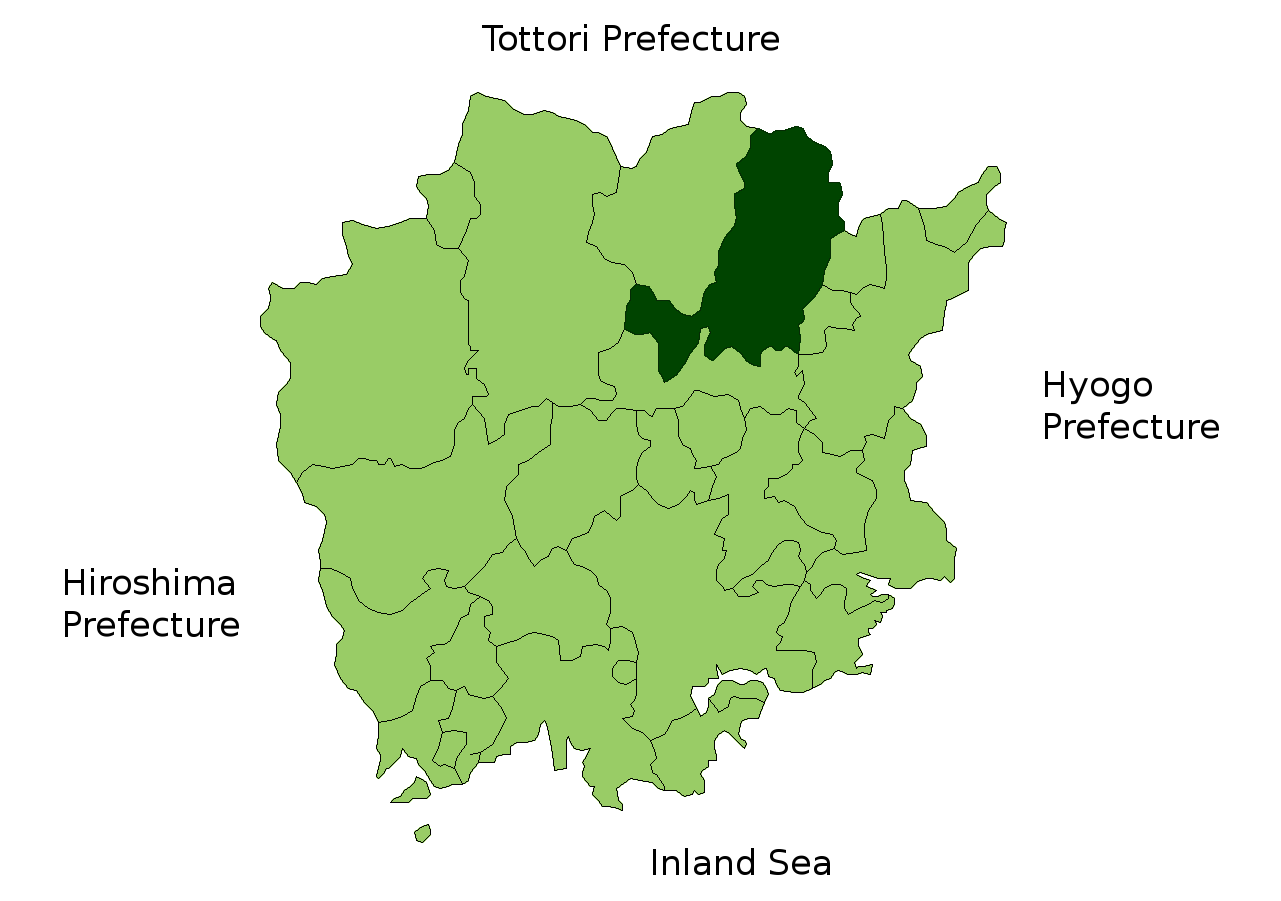

Tsuyama (津山市 Tsuyama-shi?) este un municipiu din Japonia, prefectura Okayama.